# Nadir Colledani
Nadir Colledani (San Daniele del Friuli, 10 de abril de 1995) es un deportista italiano que compite en ciclismo de montaña en la disciplina de campo a través. Ganó una medalla de bronce en el Campeonato Europeo de Ciclismo de Montaña de 2017, en la prueba por relevos.

## Medallero internacional
| Campeonato Europeo | Campeonato Europeo    | Campeonato Europeo | Campeonato Europeo         |
| Año                | Lugar                 | Medalla            | Competición                |
| ------------------ | --------------------- | ------------------ | -------------------------- |
| 2017               | Darfo Boario (Italia) | Medalla de bronce  | Campo a través por relevos |